# Cornutia
Cornutia – rodzaj roślin z rodziny jasnotowatych. Obejmuje 8 gatunków. Występują one w Ameryce Środkowej i Południowej od Meksyku po Boliwię i południowo-wschodnią Brazylię. Z owoców Cornutia pyramidata uzyskuje się barwnik służący do wyrobu niebieskiego atramentu (czerwonego z sokiem cytryny) oraz do barwienia tkanin.

## Morfologia
PokrójDrzewa i krzewy.
LiściePojedyncze, zwykle aromatyczne.
KwiatyZebrane w  luźne lub gęste wierzchotkowate kwiatostany szczytowe, czasem wiechowato rozbudowane, lub proste wierzchotki wyrastające w kątach liści. Kwiaty nie pachną. Kielich jest zrosłodziałkowy, dzwonkowaty, z krawędzią uciętą lub 4–5-ząbkową. Korona kwiatu niebieskofioletowa do purpurowej, grzbiecista, dwuwargowa, z czterema rozpostartymi łatkami. Pręciki dwa są płodne, a dwa zredukowane do prątniczków, schowane w rurce korony lub nieco z niej wystające. Pylniki szeroko rozwarte ze zgrubiałym łącznikiem między nimi. Zalążnia złożona z dwóch owocolistków, każdy tworzący dwie komory, w każdej z pojedynczym zalążkiem. Szyjka słupka osadzona szczytowo, z krótkimi i nierównymi łatkami znamienia.
OwocePestkowce 1–4 nasionami (mniejsza liczba jest wynikiem aborcji pierwotnie czterech zarodków).

## Systematyka
Pozycja systematyczna
Rodzaj z rodziny jasnotowatych Lamiaceae, w obrębie której zaliczany jest do podrodziny Viticoideae lub Premnoideae.
Wykaz gatunków
- Cornutia australis Moldenke
- Cornutia coerulea (Jacq.) Moldenke
- Cornutia jamaicensis Moldenke
- Cornutia obovata Urb.
- Cornutia odorata (Poepp.) Schauer
- Cornutia pubescens C.F.Gaertn.
- Cornutia pyramidata L.
- Cornutia thyrsoidea Banks ex Moldenke